# Eiken, Norge
Eiken är en kyrkby i Hægebostads kommun i Agder fylke i södra Norge. Byn ligger vid fylkesväg 42, på östra sidan av sjön Lygne. Här finns Eikens kyrka.
Byn utgjorde tidigare centralort i dåvarande Eikens kommun i Vest-Agder fylke.